# Sky Electronics
Sky Electronics es una empresa de Corea del Sur, especializada en la fabricación de teléfonos móviles. Pertenece al grupo SKY, acrónimo de Sky Teletech. Inició sus actividades en 2004. 
En sus orígenes fue suministradora de baterías de Pantech & Curitel, y en 2004 comenzó a fabricar teléfonos bajo la marca Sky Electronics.
A pesar de su juventud y de no pertenecer a ninguna gran empresa tecnológica, Sky Electronics tiene presencia en todo el mundo. Los terminales telefónicos de Sky Electronics se comercializan en 25 países. Sus mercados principales son Extremo Oriente, Estados Unidos y Europa. Ahora está fusionada con Pantech & Curitel y SK Teletech.